# Ammothella indica
Ammothella indica là một loài nhện biển trong họ Ammotheidae. Loài này thuộc chi Ammothella. Ammothella indica được miêu tả khoa học năm 1954 bởi Stock.